# Георг Пик
Георг Александер Пик (на немски: Georg Alexander Pick) е австрийски математик, известен днес с Теоремата на Пик за определяне площта на решетъчни многоъгълници, популяризирана след смъртта му от полския математик Хуго Щайнхаус, който я включва в изданието на книгата „Mathematical Snapshots“ от 1969 година. Сред другите му известни приноси са Интерполацията на Неванлина–Пик (с финландския математик Ролф Неванлина), Лемата на Шварц–Пик (с германския математик Херман Шварц) и Теоремата на Шварц–Алфорс–Пик (с Шварц и финландеца Ларс Алфорс).

## Биография
Роден е на 10 август 1859 г. в еврейско семейство, син на Йозефа Шлайзингер и Адолф Йозеф Пик. Следва във Виенския университет, където защитава докторска дисертация през 1880 г. под ръководството на Лео Кьонигсбергер и Емил Веир, след което е назначен за асистент на Ернст Мах в пражкия Карлов университет. През 1881 г. е повишен в лектор. През 1884 г. си взема сабатична година, през която работи съвместно с Феликс Клайн в Лайпцигския университет. С това изключение, остава да работи в Прага до пенсионирането си през 1927 г.
През 1911 г. Пик оглавява комитет в Карловия университет, който назначава Алберт Айнщайн за ръководител на катедрата по математическа физика. Пик въвежда Айнщайн в трудовете на италианските математици Грегорио Ричи-Курбастро и Тулио Леви-Чивита в областта на абсолютното диференциално смятане, което по-късно през 1915 г. помага на Айнщайн успешно да развие и формулира своята обща теория на относителността.
Пик е избран за член на Чешката академия за науки и изкуства, но след германската окупация на Прага е изключен от академията.
След пенсионирането си през 1927 г., той отново се връща в родния си град Виена. След Аншлуса, когато нацистите навлизат в Австрия на 12 март 1938 г., Пик се връща в Прага. През 1939 г. нацистите нахлуват и в Чехословакия и заради еврейския му произход, Пик е изпратен в концентрационния лагер Терезиенщат край град Терезин, днешна Чехия, на 13 юли 1942 г., където две седмици по-късно, на 26 юли 1942 г., умира.